# Wasyl Borysenko
Wasyl Danyłowycz Borysenko, ukr. Василь Данилович Борисенко, ros. Василий Данилович Борисенко, Wasilij Aleksiejewicz Jermiłow (ur. 1906 w Konstantynówce, w guberni jekaterynosławskiej, Imperium Rosyjskie, zm. 19??) – ukraiński piłkarz, trener i sędzia piłkarski.

## Kariera piłkarska

### Kariera klubowa
Występował w Chimiki Konstantynówka oraz innych klubach Donbasu. Bronił barw reprezentacji Charkowa.

## Kariera trenerska i sędziowska
Po zakończeniu kariery piłkarskiej rozpoczął pracę szkoleniowca. W 1937 ukończył Wyższą Szkołę Trenerów w Moskwie i na początku 1938 stał na czele Stachanowca Stalino, którym kierował do sierpnia 1938.
Po zakończeniu II wojny światowej sędziował mecze piłkarskie. Mieszkał w Duszanbe. 25 maja 1961 otrzymał status arbitra kategorii ogólnokrajowej.